# Temporada 1873-1874 del Liceu
Durant la temporada 1873-1874 del Liceu, concretament el dia 6 de febrer de 1874, van ressonar les primeres notes de Richard Wagner amb l'obertura de Rienzi. Però no fou fins a la dècada dels vuitanta quan s'escenificaren els primers títols wagnerians, quaranta anys després de l'estrena mundial, amb polèmiques incloses
Es van estrenar dues òperes de compositors catalans: Edita di Belcourt de Marià Obiols, director del Liceu des de la seva fundació, i L'ultimo abenzeraggio, de l'aleshores cada dia més prestigiós Felip Pedrell. Ambdues amb llibret de Francesc Fors de Casamajor.
També va ser la temporada del debut al Liceu del baix mallorquí Francesc Mateu Francesco Uetam, que ja començava a ser un dels baixos més important del seu temps, amb èxits que el portarien fins a Sant Petersburg. Igualment, el desembre de 1873 va passar com a primera ballarina la catalana Roseta Mauri amb El descendiente de Barba Azul i l'òpera Editta di Belcourt. Aquesta ballarina no tardaria a ser molt famosa a l'Òpera de París, on fou immortalitzada pels quadres d'Edgar Degas.
El temporada va obrir les portes del 29 d'octubre amb els següents cantants:

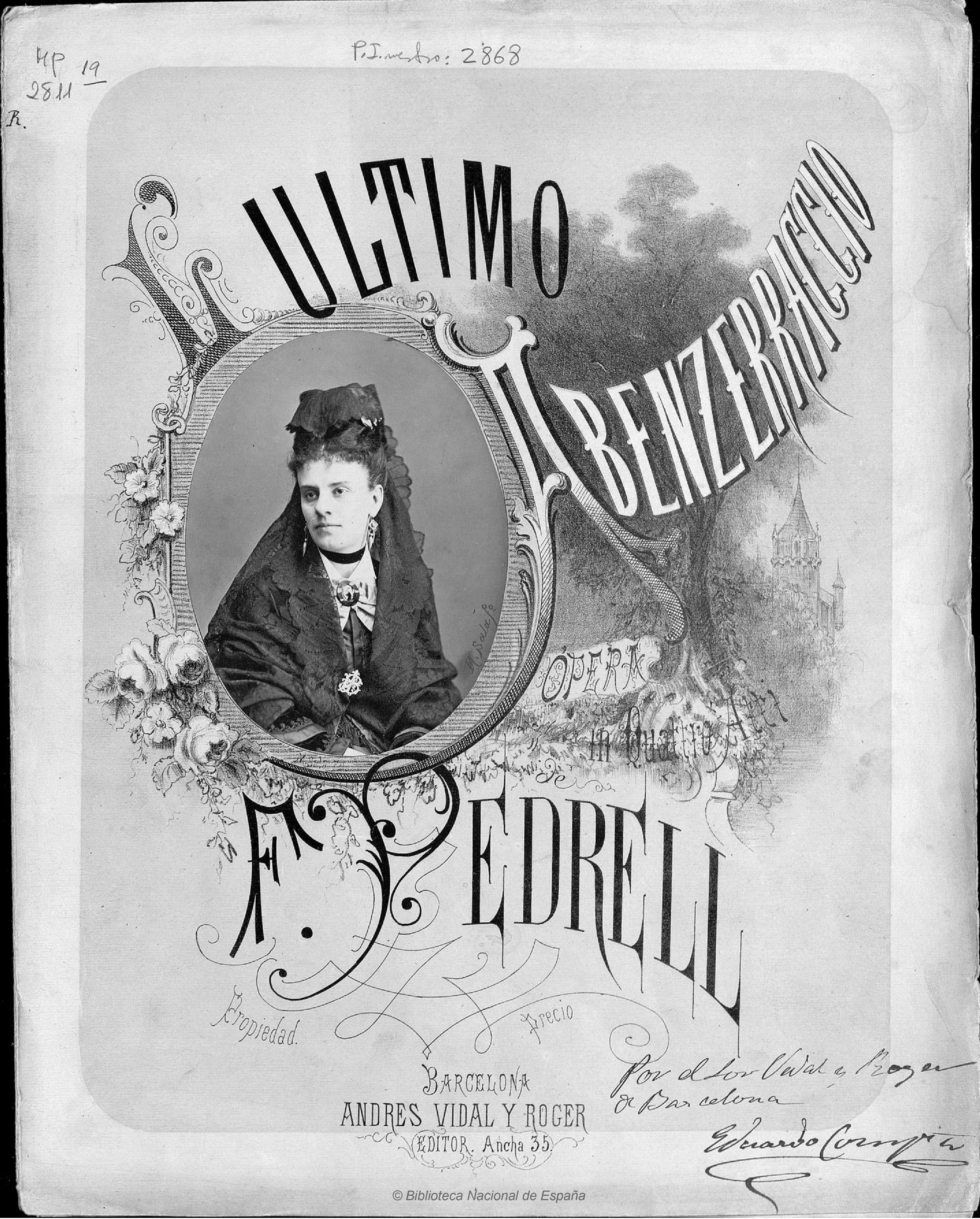
Giuseppina Borsi de Giuli en un cartell de l'òpera L'ultimo abenzeraggio de Felip Pedrell

- Giuseppina Borsi de Giuli, primas donnas que va merèixer els generals aplaudiments dels concurrents, va saber guanyar-se les simpaties des d'un principi per les seves avantatjades dots artístics i per la seva laboriositat i cura en acontentar el públic. Filla aquesta jove cantatriu de la Giuli-Borsi, que vint-i-dos anys abans havia cantat i recollit molts triomfs al mateix teatre, va venir amb un nom que gaudia de gran reputació en l'art líric - dramàtic i acompanyat de peces molt recomanables. La Borsi de Giuli té veu de soprano intensa, espontània i bastant agradable, va cantar amb correcció, enteresa i amb expressió, foc i sentiment, segons ho requeria el cant; va sortir generalment airosa dels papers que se li confiaren i mai va flaquejar en el seu acompliment. Amb aquestes avantatjoses qualitats artístiques quan vagin acompanyades de més experiència de l'escena, que pels seus pocs anys no podia tenir encara, la jove Borsi seria sens dubte una cantatriu dramàtica de gran vàlua.

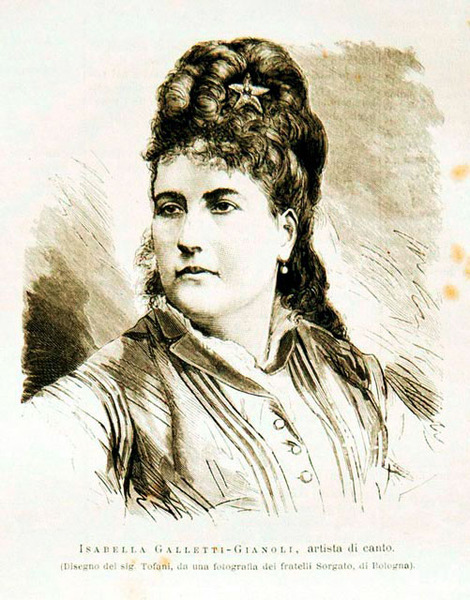
Isabella Galletti Gianoli

- Enrichetta De Baillou-Marinoni, prima donna soprano del gènere lleuger i de veu prima, però molt flexible, de la qual conservava el públic molt bons records per la seva habilitat d'execució en el gènere de fioriture, perquè ja havia cantat anteriorment en el mateix teatre en altres dues temporades. Va tenir generals aplaudiments.
- Enrichetta Lasauca, prima donna soprano, de veu una mica feble en els punts mitjans i baixos, però una mica estrident en els aguts i tremolosa. Encara que tenia agilitat d'execució, li faltava un estil de cant més metoditzat. Com que va donar proves de laboriositat i desitjos d'acontentar el públic, aquest no li va escassejar els seus aplaudiments.
- Ebe Tréves, prima donna contralt, amb veu bastant robusta, encara que no prou per al timbre de contralt, va cantar amb correcció i vocalització clara. Aquesta cantatriu fou també ben rebuda pel públic.
- Isabella Galletti, prima donna mezzosoprano de veu argentina, ben timbrada i bastant fresca per l'edat d'aquesta cantatriu, que ha de comptar ja nou lustres pel que sembla, contractada a la fi de la temporada i per només sis funcions de cant dramàtic. Va venir a mitjans d'abril, precedida d'una fama que vorejava la celebritat, i havent pagat l'empresa el seu talent artístic a un preu que va excedir amb molt a l'ordinari que solen exigir la generalitat dels cantants dramàtics de bona reputació i fins als més distingits. La Galletti va cantar amb molta cura i correcció, però amb força sobrietat en les refilades i cadències, amb molta intenció i intens sentiment de vegades, i que va donar a conèixer trets notables del seu talent de cantatriu dramàtica. Si bé va fer justícia a la seva vàlua, va ser d'opinió en la seva generalitat, que no fou la Galletti una artista de talent excepcional i que està al nivell de la seva taxa -ja que va ser conegut que va guanyar quatre duros per cadascuna de les representacions que va donar-, sobretot quan va ser molt parca en desplegar les seves facultats, que va economitzar sempre que va poder. La Galleti va cantar quatre vegades La Favorita sencera, un cop l'acte quart i dues vegades la Saffo, en l'última òpera no va satisfer tant com en la primera.
- Carlo Carpi, primer tenor de veu bastant sonora i espontània, que emetia de vegades amb poca facilitat. Tenia un estil de cant sobrat senzill i bastant descurat, sense que es distingís per l'expressivitat.
- Giacomo Piazza, primer tenor de gènere lleuger, de veu prima i una mica nasal, encara que tenia flexibilitat per al gènere de fioriture, el seu estil era monòton i escàs d'expressió.
- Vincenzo Quintilli-Leoni, primer baríton que ja havia cantat en el mateix coliseu en una altra temporada.
- Alberto Navari, un altre primer baríton que no va agradar ni per la qualitat de la seva veu, bastant desagradable, ni pels dots artístics, ja que el seu cant fou incorrecte i gens expressiu.
- A més, estiguin contractats el primer baix Agustí Rodas, un altre primer Francesc Viñals, la comprimaria Trinitat Mestres, i els segons tenors Josep Galvani i Josep Gómez.

| Temporada 1873-1874 del Liceu |                         |                  |                   | |           | |
| Òpera                         | Compositor              | Director musical | Director d'escena | Papers principals | Producció | Dates |
| Gli Ugonotti                  | Giacomo Meyerbeer       |                  |                   | |           | 29 d'octubre; 2, 5, 14 i 16 de novembre; 7 de desembre; 1, 6, 14 i 20 de gener; 10 i 18 de febrer; 26 de març; 30 d'abril |
| Rigoletto                     | Giuseppe Verdi          | Eusebi Dalmau    |                   | Giacomo Piazza, Vincenzo Quintili-Leoni, Carolina Mongini-Stecchi (1 i 3 novembre 1873) / Enriqueta Lasauca (la resta), Agustí Rodas, Ebe Trèves, Trinitat Mestres, Francesc Viñals                    |           | 1, 3, 13, 15, 28 de novembre, 17 de febrer i 14 de març                                                                   |
| Il trovatore                  | Giuseppe Verdi          | Eusebi Dalmau    |                   | Vincenzo Quintili-Leone, Giuseppina Borsi de Giuli, Ebe Trèves, Edoardo Sigelli, (26 desembre) / Carlo Carpi (resta), Agustí Rodas, Trinitat Mestres, Josep Gómez, Juli Faix                           |           | 26 desembre 1873 / 24 febrer / 1, 5, 8, març                                                                              |
| Lucia di Lammermoor           | Gaetano Donizetti       |                  |                   | |           | |
| Ruy Blas                      | Filippo Marchetti       |                  |                   | |           | |
| La sonnambula                 | Vincenzo Bellini        |                  |                   | |           | |
| Faust                         | Charles Gounod          |                  |                   | |           | |
| Martha                        | Friedrich von Flotow    |                  |                   | |           | |
| Un ballo in maschera          | Giuseppe Verdi          | Eusebi Dalmau    |                   | Carlo Carpi, Vincenzo Quintili-Leoni, Giuseppina Borsi de Giuli, Ebe Trèves, Enriqueta Lasauca, Francesc Nicolau, Agustí Rodas, Francesc Nicolau (4 gener), Francesc Viñals, Josep Gómez, Ignasi Costa |           | 10, 12, 14 desembre / 4, 21 gener / 28 febrer / 9 abril                                                                   |
| II conte Ory                  | Gioacchino Rossini      |                  |                   | |           | |
| Maria di Rohan                | Gaetano Donizetti       |                  |                   | |           | |
| La favorita                   | Gaetano Donizetti       | Eusebi Dalmau    |                   | Isabella Galletti, Carlo Carpi, Vincenzo Quintilli-Leoni, Antoine Vidal, Giuseppe Galvani, Trinitat Mestres                                                                                            |           | 18, 22, 26 abril / 5 maig                                                                                                 |
| Saffo                         | Giovanni Pacini         |                  |                   | |           | |
| Edita di Belcourt             | Marià Obiols            |                  |                   | |           | 28 de gener |
| Don Giovanni                  | Wolfgang Amadeus Mozart | Eusebi Dalmau    |                   | Vincenzo Quintili-Leoni, Agustí Rodas, Giuseppina Borsi de Giuli, Enriqueta Lasauca, Antoine Vidal, Francesc Nicolau, Enrichetta de Baillou-Marinoni                                                   |           | 3 al 25 de març |
| La contessa d'Amalfi          | Errico Petrella         |                  |                   | |           | 21 de març |
| L'ultimo abenzeraggio         | Felip Pedrell           |                  |                   | |           | 14 d'abril |